# Düferoth
Düferoth ist ein Ortsteil der Stadt Königswinter im Rhein-Sieg-Kreis in Nordrhein-Westfalen. Er gehört zum Stadtteil Stieldorf und zur Gemarkung Oelinghoven, am 30. September 2022 zählte er 184 Einwohner. Baulich ist Düferoth mit dem Ortsteil Bockeroth zusammengewachsen.
Die Endung „-roth“ weist hier darauf hin, dass die Siedlung nach Rodung eines Waldstücks entstand. 1462 wurde Düferoth als Duvelroid erwähnt. In der Anfang des 19. Jahrhunderts durchgeführten Topographischen Aufnahme der Rheinlande lautete der Ortsname noch Duveroth.